# Queen: Days of Our Lives
Queen: Days of Our Lives é um documentário britânico de 2011 dirigido por Matt O'Casey. O filme conta a história da lendária banda liderada por Freddie Mercury por meio de arquivos e imagens inéditas.

## Elenco
- Brian May	...	Ele mesmo
- Roger Taylor	...	Ele mesmo
- Chris Smith	...	Ele mesmo
- Freddie Mercury	...	Ele mesmo (arquivo
- Rosie Horide	...	Ele mesmo
- Tony Stewart	...	Ele mesmo
- John Deacon	...	Ele mesmo (arquivo)
- Roy Thomas Baker	...	Ele mesmo (produtor)
- Paul Watts	...	Ele mesmo - EMI Records
- John Reid	...	Ele mesmo (empresário do Queen 1975-77)
- Peter Hince	...	Ele mesmo
- Paul Gambaccini	...	Ele mesmo
- Harvey Kubernik	...	Ele mesmo
- Reinhold Mack	...	Ele mesmo (produtor)
- Jim Beach	...	Ele mesmo (empresário do Queen)

## Recepção
Luiz Santiago escrevendo para o site Plano Crítico, disse que "Matt O’Casey passou longe da técnica de um “documentário de preguiçoso”, não usando apenas uma avalanche de material interessante, apenas agrupando-os de maneira lógica para o espectador".

## Prêmios e indicações
| Ano  | Prêmio                    | Categoria                 | Indicação                | Resultado |
| ---- | ------------------------- | ------------------------- | ------------------------ | --------- |
| 2012 | International Emmy Awards | Melhor Programa Artístico | Queen: Days of Our Lives | Indicado  |